# Karunesh
Karunesh, właśc. Bruno Reuter (ur. w 1956 w Kolonii) – niemiecki kompozytor muzyki new age.
Po poważnym wypadku drogowym wyjechał w 1979 do Indii, gdzie poznał Osho, przeszedł inicjację w aszramie w Punie i przyjął imię „Karunesh”, co w sanskrycie znaczy „współczucie”. Po powrocie do Niemiec przez pięć lat mieszkał w Hamburgu we wspólnocie Rajneesh, gdzie stykał się z muzykami z całego świata. W 1987 wydał pierwszy album Sounds of The Heart („Dźwięki serca”), zaliczony do klasyki gatunku. Każdy następny album odnosił spory międzynarodowy sukces.
Jest uznawany za jednego z najbardziej znaczących kompozytorów muzyki stylu new age oraz world fusion. Od 1992 mieszka na Maui (Hawaje).

## Dyskografia
- Sounds Of The Heart (1984)
- Colours Of Light  (1987)
- Sky's Beyond (1989)
- Heart Symphony (1991)
- Heart Chakra Meditation (1992)
- Beyond Body And Mind (1993)
- Secrets of Life (1995)
- Chakra Sounds (1997)
- Zen Breakfast (2001)
- Nirvana Cafe (2002)
- Global Spirit (2003)
- Call Of the Mystic (2004)
- Global Village (2005)
- Joy of Life (2006)
- Enlightenment (2008)
- Heart Chakra Meditation 2 – coming home (2009)
- Path of Compassion – compilation (2010)
- Beyond Time – compilation (2010)
- Enchantment – compilation (2010)
- Colors of the East (2012)
- Baby Massage (2012)
- Sun Within (2016)